# جون هوغن
جون هوغن (بالإنجليزية: John Hogan)‏ هو سياسي أمريكي، ولد في 2 يناير 1805 في جمهورية أيرلندا، وتوفي في 5 فبراير 1892 في الولايات المتحدة. حزبياً، نشط في الحزب الديمقراطي. وقد انتخب عضو مجلس نواب إلينوي وانتخب عضو مجلس النواب الأمريكي.